# Shepetivka
Shepetivka (en ucraniano: Шепеті́вка; en polaco: Szepetówka, en ruso: Шепето́вка, Shepetovka) es una ciudad ubicada a orillas del río Huska en el Oblast de Jmelnitski.
Shepetivka es un importante nudo ferroviario. Está ubicada a 100 km de Jmelnitski, la capital del oblast. La ciudad es conocida por ser el lugar donde se desarrolla la novela Así se templó el acero de Nikolai Ostrovsky.

## Historia
| Pertenencias históricas - República de las Dos Naciones 1594 - 1793 - Imperio ruso: 1793 - 1917 - RSS de Ucrania 1920 -1922 - Unión Soviética: 1922 - 1941 - Alemania nazi: 1941 - 1944 - Unión Soviética: 1944 - 1991 - Ucrania: 1991 - presente |

## Personajes célebres
- Valentina Matviyenko: política y diplomática rusa.

- Datos: Q161965
- Multimedia: Shepetivka / Q161965